# 有賀啓雄
有賀 啓雄（ありが のぶお、Nobuo Ariga、1964年10月14日 - 2023年2月27日）は、東京都出身の日本のシンガーソングライター、音楽プロデューサー、ベーシスト。初期には有賀 啓夫との表記も見られる。既婚。

## 来歴
1964年
- 東京都に生まれる。

1982年
- 日本大学芸術学部音楽学科に進学し、在籍中の崎谷健次郎、大竹徹夫、映画学科の茂野雅道らとのバンド「VIZION」に参加する。

1983年
- 「VIZION」が、リバスター音産からファーストアルバム『PSYCHOTIC CUBE（サイカティック・キューブ）』をリリースする。7月11日、六本木ピットインでのコンサートでメジャー・デビューを飾るが、最後の活動となる。

1984年
- 原田真二のバックバンドである「クライシス」のメンバーとして活動。

1987年
- ファンハウスから「雨色の僕と君」でシンガーソングライターとしてメジャー・デビュー。セッションベーシスト、音楽プロデューサーとしても活動を開始。

1996年
- 米米CLUBの石井竜也、Charと音楽ユニット「ACRI（アクリ）」を結成する。

1998年
- テレビアニメーション作品『彼氏彼女の事情』のオープニング曲「天使のゆびきり」（歌：福田舞、作詞：藤井フミヤ）の作曲・編曲を務める。

2005年
- 小田和正のバックバンドFar East Club Bandにベーシストとして参加。

2007年
- 同年以降、京都在住のコーラスポップユニット「SANISAI」のサウンドプロデューサーを担当。

2017年
- 自主レーベルのごまふレコード。を設立。

2020年
- 「SANISAI」の正式メンバーとなる。

2023年
- 3月4日、同年2月27日に前立腺癌のため死去していたことが発表された。58歳没。
- 7月8日、追悼企画として、ファンハウス在籍時にリリースされた3枚のオリジナルアルバムが9月6日にソニーミュージックダイレクトから再発されることが決定した。。

## ディスコグラフィー
これまでにシングル7枚、アルバム3枚を発表。
代表作に「雨色の僕と君」、「君の悲しみを聞かせてよ」がある。
「あと1センチ傘が寄ったら」は吉田栄作が「プラトニック〜あと1センチ傘が寄ったら」と改題してカバーした。

### アルバム
1.Sherbet（1987年）（ファンハウス 32FD-1059）
1. 雨色の僕と君
2. さよなら入缶ジュース
3. 白い家とふうりん
4. あと1センチ傘が寄ったら
5. 風の横・横
6. 君を忘れない
7. 行き先のないゲート
8. ポケットにつめてジングルベル
9. 半分だけのタワー

2.umbrella（1992年）（ファンハウス FHCF-2005）
1. RAIN DOLPHIN（4:17）
2. 僕の知らない雨が降る（4:49）
3. 瞳の中のヨットレース（4:09）
4. 銀の波・・・君の記憶（5:41）
5. うつむいたナビゲーター（3:53）
6. スタジアムのアンジェリーケ（5:48）
7. たいくつ（2:34）
8. MAY（5:06）
9. 雪〜逢いたい気持ち〜（4:59）
10. 37度8分（3:18）

3.Innocent Days（1993年）（ファンハウス FHCF-2101）
1. 好きになりたい
2. そして夏が始まる
3. 渋滞
4. ダイアリー
5. 君と来ればよかった
6. 雨が降るかもしれない
7. ウェンズデイ
8. 君の悲しみを聞かせてよ
9. A.M.1:05

4.GOLDEN☆BEST（2006年）（BMG BVCK-38117）
1. 雨色の僕と君
2. さよなら入り缶ジュース
3. あと1センチ傘が寄ったら
4. 半分だけのタワー
5. RAIN DOLPHIN
6. 僕の知らない雨が降る
7. 銀の波…君の記憶
8. スタジアムのアンジェリーケ
9. MAY
10. 37度8分
11. 恋人だった友達
12. そして夏が始まる
13. 渋滞
14. Diary
15. 君と来ればよかった
16. Wednesday
17. 君の悲しみを聞かせてよ

### シングル
※　すべてファンハウスより発売
1. 雨色の僕と君／白い家とふうりん（1987年5月1日、07FA-1110）
2. あと1センチ傘が寄ったら／行き先の無いゲート（1987年10月5日、07FA-1131）
3. 雪の時刻／ときめ色の街で…（1988年12月1日、10FD-5045） ※NHK「ベストスキー」テーマ曲
4. 僕の知らない雨が降る／スタジアムのアンジェリーケ（1992年6月1日、FHDF-1180）
5. RAIN DOLPHIN／恋人だった友達（1992年8月26日、FHDF-1210）
6. 君の悲しみを聞かせてよ／Wednesday（1993年2月1日、FHDF1256）
7. 好きになりたい／渋滞（1993年6月25日、FHDF-1288）

## 楽曲提供
※ 編曲のみの楽曲は割愛
- IS（伊勢正三&池田聡）

「風に吹かれて」 作詞：池田聡、作曲：IS・有賀啓雄、編曲：有賀啓雄・佐橋佳幸
- 池田聡（作詞・作曲・編曲）

「10月のひまわり」作曲：松尾清憲
「Hello」
- 岡村靖幸（作詞・編曲）

「どうかしてるよ」作曲：岡村靖幸
- かとうれいこ（作詞：作曲・編曲）

「風の草原」
「Midnight Mermaid」
「Inguz」
「Lefty」
「青い鳥」
「My Sweet Pain」
「NAMIDA」
「Wish」 作詞：かとうれいこ
「FEEL ME」
- 黒木瞳（作曲・編曲）

「コスモス」 作詞：水政創史郎
- CoCo（作詞・作曲・編曲）

「THE FIRST SNOW」
- 鈴木雅之（作曲・編曲）

「愛苦」 作詞：朝水彼方
- SOY（作詞）

「Lemonade」作曲：山弦、編曲：山本拓夫・山弦
- 相馬裕子（作曲）

「友達になろう」 作詞：岡部真理子、編曲：亀田誠治
- 谷村有美（作曲・編曲）

「ポストカード」 作詞：小西康陽
- 浜本沙良（作曲・編曲）

「...WHY」 作詞：松井五郎
「最後の休日」 作詞：松井五郎
「MORNING MOON」 作詞：松井五郎
「素顔でいいから」 作詞：夏野芹子
- 福田舞（作曲・編曲）

「天使のゆびきり」 作詞：藤井フミヤ
「FUN^3」 作詞：藤井フミヤ
- 藤井尚之（作詞）

「君が持ってきたイタリアかどっかのワイン」作曲：藤井尚之、編曲：佐橋佳幸
- 藤井フミヤ（作詞・作曲・編曲）

「WHITE BABE」作詞：藤井フミヤ
「何もない部屋」作詞：藤井フミヤ
「氷の箱」作詞：藤井フミヤ
「Far away」作詞：近田春夫
「Very Berry Flavor」作詞：藤井フミヤ　編曲：有賀啓雄 with the RAWGUNS
「大切な人へ」作詞：藤井フミヤ　編曲：有賀啓雄 with the RAWGUNS
「Endless Snow」作詞：藤井フミヤ　編曲：有賀啓雄 with the RAWGUNS
「黒い空」作曲：藤井フミヤ　編曲：RAWGUNS
「君になる」編曲：有賀啓雄 with the RAWGUNS
「蒼い耳」編曲：RAWGUNS
「地上にない場所」作詞：藤井フミヤ　編曲：RAWGUNS
「三毛猫のキーホルダー」作詞：藤井フミヤ
「透明人間」作詞：藤井フミヤ
「彼女のタンバリン」作詞：藤井フミヤ
「IF」作詞：藤井フミヤ ※遺作
- 松坂智幸（作詞・作曲・編曲）

「真夜中のSympathy」
「She」作曲：松坂智幸
「Weekend Rain」
「真冬のふたり」
「Can you hear me?」作曲：松坂智幸
「October」
- 圓子まどか（作曲・編曲）

「小さな鳥になりたい」 作詞：谷村志穂
「愛が降る空の下で」 作詞：圓子まどか
「虹の向こうまで」 作詞：圓子まどか
「ハイヒール」 作詞：圓子まどか
「ひまわりの記憶」 作詞：圓子まどか
「croissant」 作詞：圓子まどか
「Grape」 作詞：圓子まどか
「そして、いつか、どこかで」 作詞：圓子まどか
- 村瀬由衣（作詞・作曲・編曲）

「COOL」 作詞：朝水彼方
「雨より孤独な夜」 作曲：赤塩正樹
- 薬師丸ひろ子（作曲・編曲）

「PHONE〜お返事〜」 作詞：阿久悠
「消えた年月」 作詞：阿久悠
- 吉田栄作（作詞・作曲・編曲）

「プラトニック」
「MAY〜君に逢うために〜」編曲：安部潤
「銀の波…君の記憶」
- 渡辺美里（作曲・編曲。作詞は渡辺美里）

「Orange〜What's the vibe?〜」
「マボロシノツバサ」
「ジグザグ」
「真夜中すぎの月」
「十の秘密」
「茉莉花〜ジャスミン〜」
「蝶のように 花のように〜You are the only one!〜」
「Smile」
「Do Da Dance!〜オンタイムではじまるよ〜」
「悲しいくちづけ」
「Precious Love」
「あなたの目 あなたの手」作詞：川村真澄
「夢のあいだ」
「Cosmic Girl」
「風待草〜かぜまちぐさ〜」

## ベーシスト活動

### サポートしたミュージシャン
小田和正、崎谷健次郎、米米CLUB、岡村靖幸、池田聡、CoCo、鈴木雅之、中西圭三、中山美穂、藤井フミヤ、TM NETWORK、渡辺美里など。

## 音楽プロデューサー活動
- 渡辺美里：音楽プロデューサーとしてアルバム制作、ライヴではバンドマスターを務め、関わりが深い。
- 槇原敬之：コンサートのサポートミュージシャンを務める。2004年10月14日に岡山県倉敷市民会館でコンサートが行われた際には、有賀の誕生日を祝うために渡辺美里がメイド服のコスチュームで飛び入り参加したことがある。
- 浜本沙良：音楽プロデューサーとしてアルバム制作。